# Revolta de Aragarças
A Revolta de Aragarças, conhecida localmente como Revoltoso do Veloso, foi uma tentativa de golpe militar contra o governo de Juscelino Kubitschek (JK) realizada em 2 de dezembro a 4 de dezembro de 1959. A tentativa de golpe tinha como o objetivo derrubar o governo JK e instaurar uma ditadura militar no país.
Feita principalmente por oficiais da Aeronáutica e Exército ligados a outra revolta contra o governo JK, conhecida como Revolta de Jacareacanga, essa intentona realizou o primeiro sequestro de avião na história do Brasil. Os golpistas, ao todo 18 pessoas, previam que receberiam apoio das forças armadas e de políticos ligados a União Democrática Nacional (UDN), o partido de oposição, porém isso não ocorreu e ela foi sufocada em 36 horas. Os revoltosos fugiram para os países vizinhos e ninguém morreu.

## Motivações
A revolta foi orquestrada pelo autoentitulado Comando Revolucionário, que reunia oficiais da Força Aérea Brasileira (FAB) e do Exército, somando-se ao todo quinze pessoas, além de três civis, chefiados pelo major aviador Haroldo Coimbra Veloso e pelo tenente-coronel João Paulo Moreira Burnier, contra o então presidente da República, Juscelino Kubitschek. Alguns dos militares, como Veloso, já haviam tentado dar um golpe em 1956, que ficou conhecido como Revolta de Jacareacanga. Eles foram anistiados. Eles estavam planejando o golpe desde 1957.
O estopim foi o fato de Jânio Quadros recusar-se a concorrer ao cargo de presidente como candidato apoiado pelos partidos de oposição, fazendo com que a chapa PSD-PTB se perpetuasse no poder. A aliança era herdeira do getulismo e do trabalhismo e estava no poder desde 1946, porém as forças armadas ansiavam que o país fosse governado pelo partido de oposição, a UDN.
Além disso, corriam boatos de que JK estava negociando uma emenda constitucional que permitiria sua reeleição e que o governador do Rio Grande do Sul Leonel Brizola estava orquestrando um golpe contra Jânio que instauraria uma ditadura trabalhista de caráter comunista. Entre as acusações, estava a de que Brizola ameaçava levar para o "paredão os que tripudiavam sobre a miséria do povo".

## A revolta

### Sequestros
A revolta começou em 2 de dezembro de 1959, quando dez homens liderados por Haroldo Veloso e João Paulo Moreira Burnier roubaram três aviões de modelo C-47 repletos de armas e explosivos da Base Aérea do Galeão, no Rio de Janeiro.
Algumas horas depois, major Eber Teixeira Pinto sequestrou o avião comercial Constellation da Panair quando este sobrevoava Barreiras, na Bahia. Ele havia decolado do aeroporto Santos Drummont, no Rio de Janeiro, em rumo a Manaus levando 46 pessoas, 38 passageiros e 8 tripulantes, incluindo o senador Remy Archer (PSD-MA) e o repórter da Globo José Ribamar Castello Branco, a sobrinha do general Lott e o presidente do Banco da Amazônia. Este foi o primeiro sequestro de uma aeronave no Brasil.
Em seguida, cinco homens liderados pelo major Washington Mascarenhas sequestram um Beechcraft D-18 de propriedade da Companhia Estanífera do Brasil que estava no aeroporto de Pampulha, em Belo Horizonte.
Os C-47 e o Beechcraft pousaram em Aragarças, onde esperaram pela chegada do Constellation. O objetivo era bombardear os palácios das Laranjeiras e do Catete, no Rio, e ocupar as bases de Santarém, Aragarças, Xingu, Cachimbo e Jacareacanga. O local de pouso foi escolhido com o objetivo de difundir os ideais do grupo, por ser um centro de oficiais geograficamente importante e caminho de rotas aéreas. Os revoltosos esperavam que os militares e políticos ligados a UDN se juntassem ao golpe, e que JK declarasse estado de sítio, impedindo assim a eleição presidencial de 1960. Além disso, Veloso conhecia a cidade e era amigo íntimo de muitos dos moradores. Os reféns foram levados ao Grande Hotel, e os militares espalharam galhos e tonéis de combustível na pista de pouso da cidade, para impedir a chegada de mais aviões. A cidade foi sitiada e as comunicações foram cortadas.

### Reações
No dia seguinte, o jornal Repórter Esso chegou a notificar que o avião havia caído. O senador Victorino Freire (PSD-MT) subiu à tribuna do Palácio Monroe para expor a situação, mas foi interrompido pelos senadores Otávio Mangabeira (UDN-BA) e Afonso Arinos (UDN-RJ) por terem recebido um manifesto do Comando Revolucionário, que anunciou seu sequestro. O manifesto chamava o Poder Executivo como corrupto, o Legislativo como demagógico e o Judiciário como omisso. Além disso, afirmava que o Brasil estava prestes a cair nas mãos de comunistas infiltrados no governo.
A tentativa de golpe foi amplamente rechaçada por nomes ligados ao governo, como Lameira Bittencourt (PSD-PA), e a oposição, como João Vilas Boas (UDN-MT). Carlos Lacerda não apenas foi contra o golpe, como denunciou o Ministro da Guerra general Lott. Entre outros que foram contra estão Caiado de Castro (PTB-DF) e Lima Teixeira (PTB-BA).
Apesar disso, alguns políticos ligados a UDN apoiaram o golpe. Otávio Mangabeira comparou os revoltosos com Tiradentes, Deodoro da Fonseca e Getúlio Vargas. Afonso Arinos comparou o ocorrido com a Revolta dos 18 do Forte de Copacabana. Entre outros que deram apoio, está Daniel Krieger (UDN-RS). Burnier esperava que ao menos 300 homens se juntassem ao golpe, porém apenas 34 pessoas aderiram, que foram reduzidas a 15 ao fim da revolta. Nenhuma guarnição se juntou aos golpistas.

### Contra-ataque

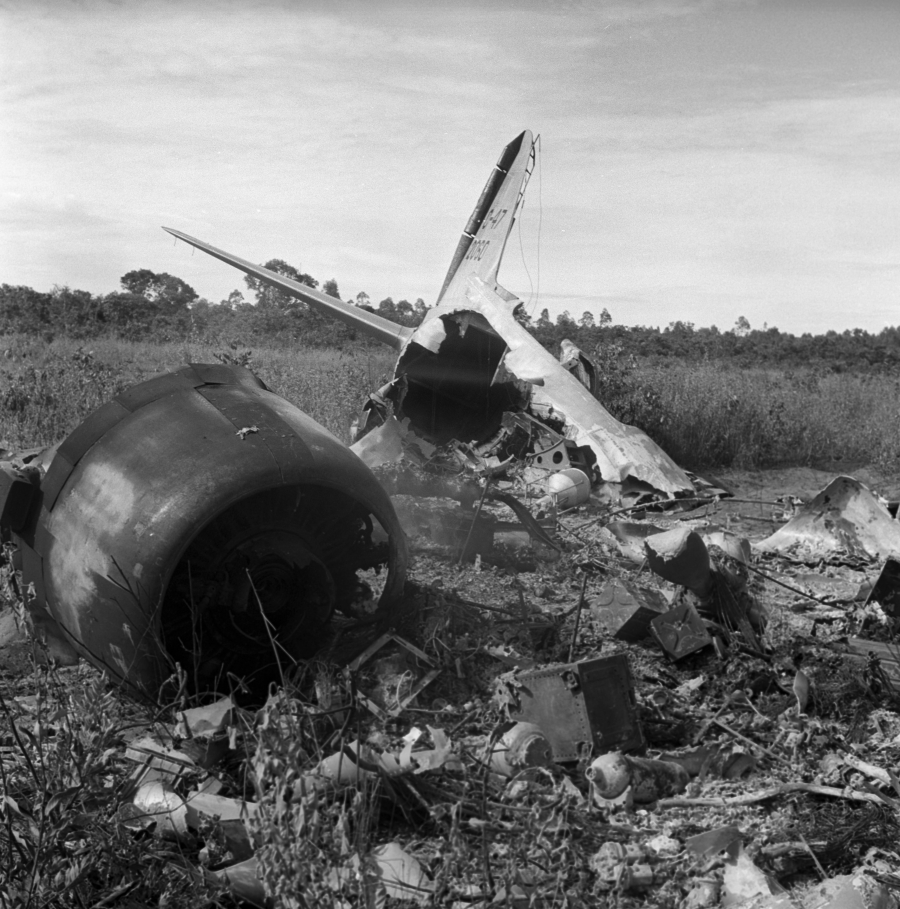
Avião C-47 incendiado pelos paraquedistas do governo.

No dia 4, o General Lott enviou paraquedistas para Aragaças, que metralharam a cauda de um dos aviões C-47, que estava retornando de um voo de inspeção no Mato Grosso, e os tonéis de combustível foram bombardeados. Os rebeldes fugiram com os outros aviões para a Argentina, Paraguai e Bolívia, e os reféns foram liberados em Buenos Aires. A revolta foi sufocada em 36 horas e ninguém foi morto. Os moradores relatam que a fumaça demorou semanas para se dissipar, e havia forte cheiro de carne queimada, mesmo que não houvesse vítimas fatais.

## Consequências
Diferente do que havia ocorrido na Revolta de Jacareacanga, JK não anistiou os golpistas. Foi aberto um inquérito para investigar a possível participação do marechal Castelo Branco, futuro presidente do Brasil, como verdadeiro articulador dos golpistas, porém ele foi rapidamente arquivado. JK tentou extraditar os revoltosos, porém falhou pela falta de acordos com os países envolvidos. Também tentou processá-los criminalmente e ameaçou destituí-los das forças armadas caso não voltassem. Houve a discussão jurídica se o caso tratava-se de um motim ou uma revolta, que implicaria em uma pena mais branda. Os golpistas retornaram ao Brasil durante o governo Jânio Quadros.
De acordo com o jornalista Wagner William, JK previu que o país se tornaria ingovernável caso a UDN não chegasse ao poder, e lançou general Lott como canditato sabendo que ele perderia. Ele previa que a UDN não faria um bom governo por causa da crise econômica e se desgastaria. Jânio Quadros "renuncia à renúncia" e ganhou a eleição presidencial, porém renunciou do cargo em agosto de 1961; assim, após a tumultuada posse do vice João Goulart, no mês seguinte, os golpistas despertaram novamente e a resposta deles viria em 1º de abril de 1964 com a Ditadura Militar.